# Vaas
Vaas – miejscowość i gmina we Francji, w regionie Kraj Loary, w departamencie Sarthe.
Według danych na rok 1990 gminę zamieszkiwały 1 564 osoby, a gęstość zaludnienia wynosiła 52 osoby/km² (wśród 1504 gmin Kraju Loary Vaas plasuje się na 392. miejscu pod względem liczby ludności, natomiast pod względem powierzchni na miejscu 289.).